# Зайянская война
Зайянская война (фр. Guerre des Zayans) — война между Францией и Конфедерацией амарцигов, берберских племён Марокко, в 1914—1921 годах в ходе французского завоевания данной страны.
Королевство Марокко стало протекторатом Франции в 1912 году. Французский генерал-резидент Юбер Лиоте стремился распространить влияние государства дальше на восток через горы Среднего Атласа в сторону французского Алжира. Этому противостояли амарциги под командованием Моха о Хамму Зайяни. Война началась успешно для французов, которые достаточно быстро захватили ключевые поселения противника — Хазу и Хенифру. Несмотря на потерю военной базы во втором из поселения, амарциги нанесли французам тяжёлый урон. В ответ французы создали мобильные общевойсковые группы, в которых были пехотинцы, кавалеристы и артиллеристы.
Начало Первой мировой войны оказало значительное влияние на конфликт: отвод значительной части войск на борьбу с Центральными державами усугубился потерей 600 солдат убитыми в битве при эль-Херри. Лиоте реорганизовал имеющиеся у него силы в «живую баррикаду», состоящую из форпостов, укомплектованных лучшими солдатами его армии, которые защищали французскую территорию по периметру. Слабо подготовленные и вооружённые войска были размещены в арьергарде. Несмотря на поддержку, оказанную Конфедерации амарцигов со стороны Центральных держав, а также постоянных набегов со стороны берберов, которые сопровождались стычками, французы следующие четыре года уверенно держали свои позиции.
Даже после подписания Компьенского перемирия в ноябре 1918 года и окончания поддержки, значительная часть берберов выступала против господства французов. Войска европейцев возобновили своё наступление в 1920 году, установив несколько блокпостов, ограничивающих свободу передвижения амарцигов. Они начали переговоры с сыновьями Хамму, убедив троих из них вместе со своими последователями подчиниться. Раскол в конфедерации между теми, кто поддерживал подчинение, и теми, кто продолжал сопротивляться, привёл к распри и смерти Мохи весной 1921 года. После этого французы провели мощную трёхстороннюю атаку на Средний Атлас, которая окончательно подчинила этот регион их влиянию. Некоторые берберы во главе с Саидом аль-Виррави бежали в Верхний Атлас, где продолжали сопротивление и вели партизанскую войну против Франции вплоть до 1930-х годов.

## Предыстория

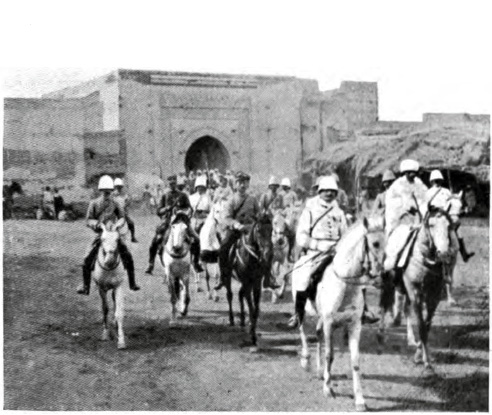
Генерал Манжен входит в Мараккеш (1912 год)

В 1912 году был подписан Фесский договор, установивший французский протекторат над Марокко. Его заключение было спровоцировано Агадирским кризисом 1911 года, во время которого французские и французские войска были отправлены в Марокко для подавления восстания султана Абд аль-Хафиза. Возглавил новый французский протекторат генерал-резидент Юбер Лиоте. Им был принят традиционно-марокканский вариант управления через родовых вождей. Лиоте, вступив в должность, заменил Абд аль-Хафиза его братом Мулай Юсуфом. Племена были оскорблены этим решением и установили своего собственного правителя, султана Ахмеда аль-Хиба в Марракеше и захватили в плен восьмерых европейцев. Лиоте быстро отреагировал на это неповиновение и отправил генерала Шарля Манжена во главе отряда из 5000 солдат для того, чтобы он вернул город. Его люди добились значительных успехов в спасении пленников, а также нанесли потери численно превосходящему противнику в количестве 2 убитых и 23 раненых. Аль-Хиба бежал в горы Атлас вместе с небольшим отрядом последователей, откуда вёл боевые действия против французов вплоть до своей смерти в 1919 году.
Во Франции была популярна идея о необходимости владения непрерывном участком территории от Туниса до Атлантического океана, а также расширения «коридора Тазы» во внутренних районах Марокко. Лиоте также был её сторонником и выступал за французскую оккупацию гор Среднего Атласа мирными средствами везде, где это возможно. Главным противником данной экспансии была тройка берберов — лидер конфедерации амарцигов Моха о Хамму Зайяни, лидер «Айт-Уирра» Саид Аль-Виррави и религиозный лидер распространённого в регионе даркавского ислама Али Амхауш.
В отряде Хамму Зайяни было от 4000 до 4200 «палаток». Он возглавлял конфедерацию с 1877 года, последовательно выступая против французов с самого начала их вторжения в Марокко. После свержения французами Абд аль-Хафиза, женатого на его дочери, Зайяни объявил французам джихад и усилил атаки своего племени на профранцузские или подчинённые европейцам племена берберов и военные конвои. Саид был почётным старейшиной, который пользовался уважением у берберов по всему региону, а ранее был алькайдом — губернатором, обладающим почти абсолютной властью — в составе французского правительства в Марокко и даже служил в армии Абд аль-Хафиза, помогая ему расправиться с претендентом в 1902 году. Изначально он был на стороне французов, но после, из-за насмешек современников и давления вождей с антифранцузскими настроениями, изменил своё решение. Амхауш был сильным и влиятельным человеком, которого французский офицер и исследователь Рене де Сегонзак описал как одного из «великих духовных лидеров Марокко» и «самую могущественную религиозную личность юго-востока». Французы безуспешно пытались подчинить амарцигов с 1913 года; большинство племён конфедерации по прежнему выступали против их правления.
Планы Лиоте по взятию Тизы распространялись также на Хенифру, штаб Хамму. Его офицер и политический советник Морис ле Гле посоветовал Лиоте окончательно «покончить с ним» и перерезать пути поддержки амарцигов со стороны других племён берберов. Французский форпост в соседней провинции Касба-Тадла недавно подвергся нападению со стороны Саида и его людей, а в последовавших за этим мирных переговорах практически ничего не было достигнуто. В результате Манжен был уполномочен возглавить ответный рейд французских войск на лагерь аль-Виррави в Эль-Ксибе. Однако он был вынужден отступить, потеряв 60 человек убитыми, до 150 раненными и оставив противнику значительное часть своего вооружения. Не сумев ничего достигнуть в переговорах с амарцигами в мае 1914 года, Лиоте уполномочил генерала Поля Проспера Анри взять на себя командование всеми французскими войсками в этом районе, начав наступление на Хайфу и Хенифру. Анри взял Тазу за несколько дней, используя отряды, набранные среди гарнизонов Феса, Мекнеса, Раббата и Марракеша, после чего обратил свой взор в сторону Хенифры.

## Кампания в Хенифре

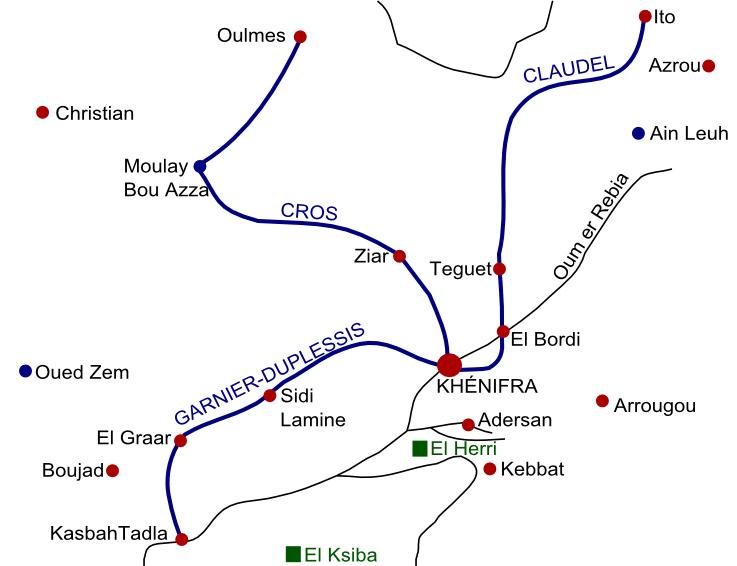
Маршруты, по которым французские колонны маршировали на Хенифру

Анри планировал начать свой наступление на Хенифру 10 июня 1914 года, отправив три колонны общей численностью 14 000 человек, оснащённых радиоприёмниками и поддерживаемых самолётами-разведчиками. Одна колонна под командованием подполковника Анри Клоделя должна была выйти из Мекнеса. Вторая под командованием подполковника Гастона Кроса согласно плану двигалась из Рабата, а третья, которой командовал полковник Ноэль Гардинер Дюплесси, — из Касба-Тадла. Анри же брал на себя общее командование, руководя подразделениями из бронемашины в колонне Клоделя. Осознавая свои скудные познания о местности и местных племенах, он предложил щедрые условия тем, кто покорится французскому правлению без боя: они должны были лишь сдать скорострельные винтовки и захваченные у французов боеприпасы, а также выплатить небольшую компенсацию, названную «налогом на защиту». Генерал также выделил средства на подкуп информаторов среди берберов и вождей их племён.
Несмотря на предпринятые меры, колонна Клоделя подверглась атаке ещё до того, как покинула Мекнес, хотя она была самой крупной и её целью было проведение диверсионных операций. Силы Хамму атаковали их лагерь в течение трёх ночей убив как минимум одного офицера и четырёх солдат, а также ранив 19 человек. При этом две другие колонны двигались не встречая сопротивления. Клодель начал контратаку 10 июня, пока лидер берберов готовил четвёртую атаку, сметая противника при помощи артиллерийского огня и продвигаясь с незначительным сопротивлением. Выдержав несколько атак со стороны групп снайперов в Тегете, кавалерия французов пересекла реку Умм-эр-Рбия у эль-Борджа и подошла к окраинам Хенифры. Остальная часть колонны присоединилась к ней 12 июня, отражая атаки берберов на пути. Здесь они встретились с двумя другими колоннами и обнаружили, что город опустел и поднял французский флаг. Колонна в ходе марта потеряла два человека убитыми.

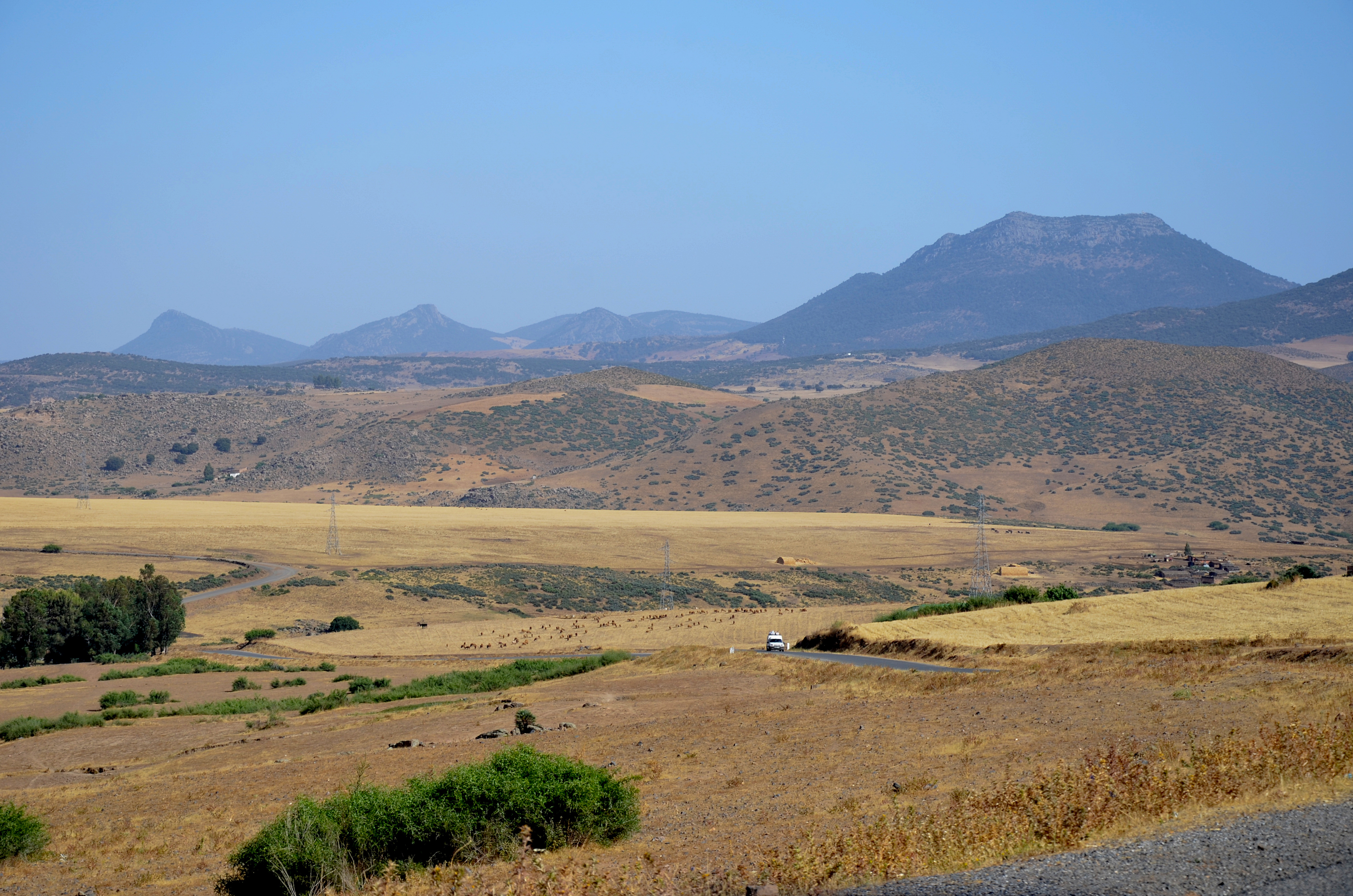
Пейзаж близ Хенифры, фотография XXI века

В этот же день все три колонны подверглись неоднократным мощным атакам со стороны племён амарцигов. Они были отбиты лишь к вечеру ценой потери 5 человек убитыми и 19 ранеными. Дальнейшие нападения в ночь с 14 на 15 июня были отражены огнём артиллерии и пулемётов по освящённым прожекторами позициям противника. Следом Анри направил две колонны на юг, в сторону крепости Адерсан, чтобы сжечь находящиеся там дома для демонстрации решимости и превосходства, но без вступления в решительную конфронтацию с племенами, которые вернулись к тактике партизанской войны. Все контролируемые Францией рынки и торговые пути были закрыты для амарцигов, а их торговые конвои захвачены.
31 июня Анри, узнав о присутствии войск амарцигов в эль-Бордже и послал колонну для атаки по ним. К югу от этого поселения французы попали под шквальный огонь противника, вооружённого винтовками последнего образца, и были вынуждены расчищать себе дорогу с помощью штыков. Это столкновение стало первым по-настоящему крупным сражением Анри против амарцигов, и потери в ходе него были относительно высоки: 1 офицер и 16 солдат погибли, ещё 2 офицера и 75 солдат были ранены. По данным французов, потери среди берберов были намного выше — войска Анри насчитали не менее 140 убитых бойцов и считали, что в данном сражении победа была за ними. Анри ожидал паузу и отдых, пока амарцигов будут восстанавливать свои силы, однако вместо этого Мока о Хамму лишь усилил свои атаки на позиции французов. Всего через три дня состоялось нападение отряда из 500 кавалеристов на французский конвой, которое было с трудом отражено с помощью штыков через три часа боя, потеряв одного офицера и 10 солдат убитыми и 30 солдат ранеными.

### Мобильные группы
В свете участившихся атак в районе Хенифры, Анри создал три мобильные группы (фр. Groupes mobiles), состоящие в основном из подразделений африканской армии (фр. Armée d'Afrique). Каждая из этих групп обычно состояла из нескольких батальонов регулярной пехоты (по большей части алжирские или сенегальские тиральеры или солдаты Французского Иностранного легиона, эскадрона кавалерии (алжирские спаги), нескольких батарей полевой или горной артиллерии, секции с пулемётами Гочкисса и обоз с мулами для припасов. Руководство каждой такой группой брал на себя французский старший офицер. Помимо этого в подразделение входили одна или две группы под названием goums, состоящие из 200 гумьеров, иррегулярных вспомогательных отрядов из местных племён под командованием офицера французской разведки. Они были необходимы для сбора разведданных и для операций в труднодоступной местности.
В Хенифре была создана такая мобильная группа из четырёх батальонов под командованием подполковника Рене Филиппе Лавердюра. Остальные два батальона базировались на западе при Клоделе и на востоке при Дюппесиксе. Кроме того были размещены укреппосты в Эмрите и Сиди-Ламине. Районы между ними патрулировались гумьерами для защиты конвоев и покорённых племён от нападений. В течение июля атаки на Хенифру усилились, их удавалось отразить только концентрированным артиллерийским огнём. Это вызвало в Анри опасения, что объединённые группы берберов могут угрожать покорённым племенам и городу. Они частично спали благодаря отдельным поражениям войск Хамму и Ахмауша, а также увеличением числа гумьеров благодаря набору среди новоподчинённых племён по системе обязательного призыва.
Отрядам Клоделя и Дюппесикса было приказано патрулировать французский берег реки Умм-эр-Рбия и попытаться отделить амарцигов от представителей народа шильха на юге, в то время как подразделение самого Анри должно было вести наступление через Средний Атлас к реке Себу. Однако эти операции были остановлены из-за сокращения сил, выделенных Анри, связанного с началом Первой мировой войны.

## Первая мировая война
Лиоте получил приказ из штата армии в Париже 28 июля 1914 года, в день начала Первой мировой войны, с указанием отправить большую часть имеющихся войск во Францию для противодействия ожидаемому немецкому вторжению, а также отвести остальных в более защищённых укрепрайоны в прибрежных анклавах. Французское правительство оправдало эту позицию словами «судьба Марокко будет решаться в Лотарингии». Лиоте, потерявший большую часть своего имущества из-за того, что немцы при наступлении сожгли его дом в Кревике, стремился поддержать оборону в Европе, отправив 37 батальонов и шесть артиллерийских батарей на Западный фронт — больше, чем содержалось в приказе. Помимо этого в ходе войны командующий нанял 35 000 рабочих для службы во Франции.
Тем не менее, Лиоте не хотел покидать внутреннюю территорию, за которую его люди так упорно боролись, заявив, что, если он уйдёт, «шок от этого немедленно повлечёт за собой то, что по всему Марокко, прямо у нас под ногами возникнет восстание». Оставшись всего с 20 батальонами легионеров (в основном немецких и австрийских), военными преступниками из африканских легкопехотных батальонов, военными резервистами, сенегальскими тиральерами и гумьерами, он переключился на «долговременную стратегию „активной обороны“». Лиоте отозвал весь второстепенный персонал из своих тыловых гарнизонов, ввёл в бой пожилых резервистов из Франции и выдал оружие и части военной формы гражданскому населению, пытаясь убедить берберов, что французская армия в Марокко так же сильна, как и раньше. Он охарактеризовал этот приём как «выдавить лобстера, не повредив при этом панцирь». Успешность его задумки зависела от удержания «живой баррикады» из форпостов идущих от Тазы на севере через Хенифру, Касба-Тадлу и Марракеш до Агадира и побережья Атлантики.
Лиоте и Анри намеревались сдерживать берберов на их текущих позициях до тех пор, пока у французов не появится достаточно ресурсов для возобновления наступления. Недавние вывод войск и наступление оставили Хенифру очень уязвимой, и 4 августа — в тот день, когда два пехотных батальона из гарнизона отправились во Францию — подразделения амарцигов начали атаку на город, продолжавшуюся месяц. В течение этого времени они также непрерывно нападали на конвои и выбирающиеся из города подразделения французов. Лиоте был полон решимости удерживать город как важный плацдарм для дальнейшей экспансии и назвал его «оплотом против враждебных берберских масс», от которых зависело «поддержание [его] оккупации». В дополнение к вышесказанному, нападения на Ханифру поставили под угрозу жизненно важный «коридор связи» между французскими колониями в Марокко и Алжире. Пытаясь ослабить давление на город, мобильные группы Клоделя и Дюплесси вступили в бой с силами Хамму и Ахмауша в эль-Махаджибате, бу-Муссе и бу-Араре 19, 20 и 21 августа соответственно, нанеся врагу «значительные потери». Это, в сочетании с усилением гарнизона Хенифры 1 сентября привело к снижению числа нападений. К ноябрю обстановка стала напоминать «вооружённый мир» (англ. armed peace).
Анри начал переходить к более наступательной позиции, приказав мобильным группам перемещаться по Среднему Атласу, а конным отрядам отправиться на патрулирование равнин. Это было частью его плана по оказанию давления на Хамму, которого он считал стержнем «искусственно созданной» конфедерации, ответственным за их постоянное сопротивление. Анри рассчитывал, что с наступлением зимы амарциги покинут горы Среднего Атласа и переберутся на пастбища и равнины, где их можно будет разбить или убедить сдаться. В ряде случаев начало Первой мировой даже помогло Лиоте, дав ему большую свободу в выработке общей стратегии ввиду отсутствия постоянного контроля, доступ к финансам и возможность использовать не менее 8000 немецких военнопленных для постройки необходимой инфраструктуры. Вдобавок к этому, возросшая национальная гордость побудила многих французских мигрантов среднего возраста в Марокко записаться в действующую армию, и, хотя их боевые качества оставляли желать лучшего, Лиоте смог использовать этих людей для поддержания видимости, что его армия всё так же крупна и сильна как и до начала Первой мировой войны.

### Битва при эль-Херри

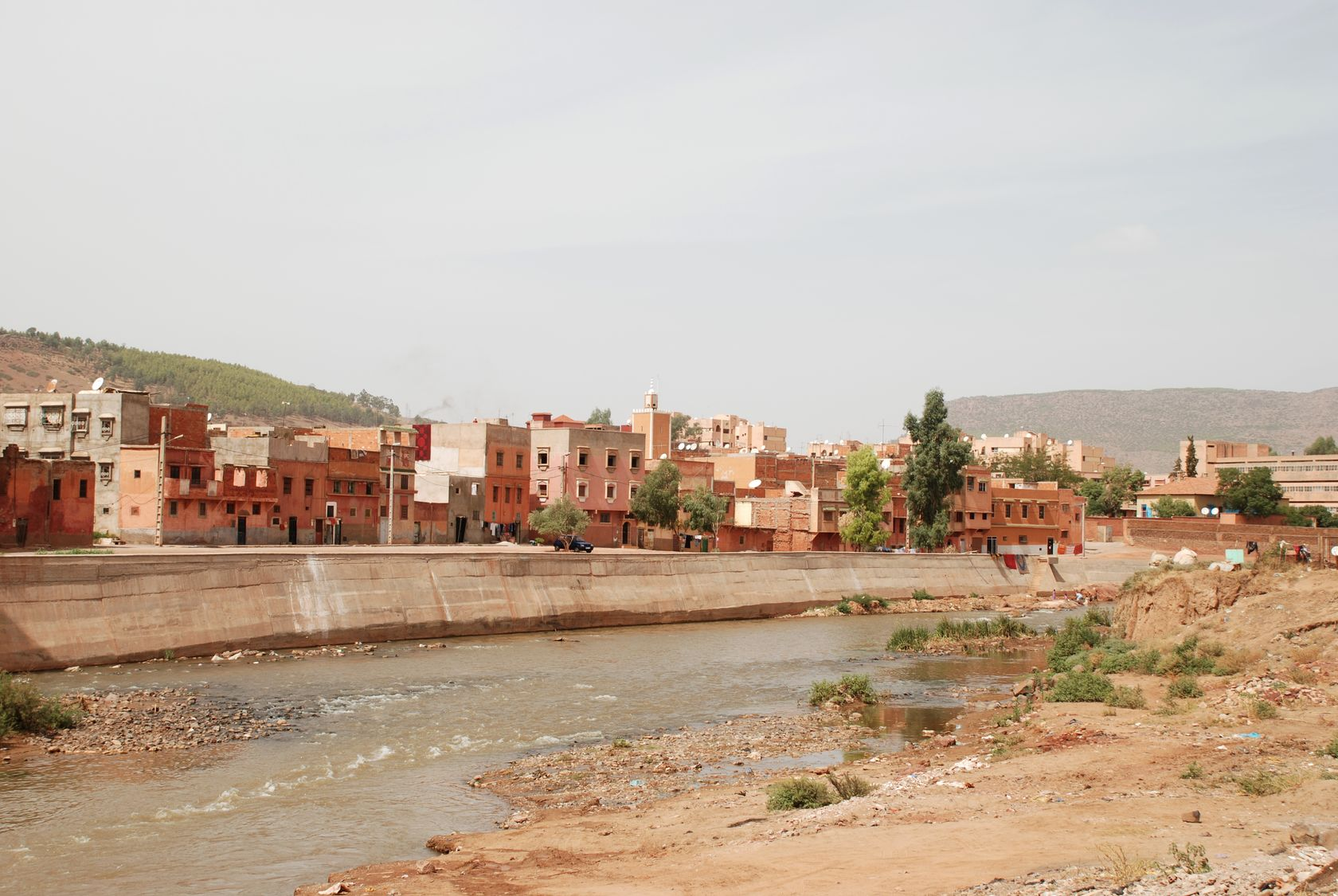
Вид на реку Умм-эр-Рбия близ Хенифры. XXI век.

Когда Анри успешно отбил атаки на Херинфу он считал, что одержал верх и доказал, что даже меньшими силами, чем у них было изначально, французы могут одерживать верх над противником. Амарциги теперь находились внутри треугольника, образованного рекой Умм-эр-Рбия, рекой Серроу и горами Атлас и уже вступили в конфликт с другими племенами из-за места для зимовки. Хамму решил перезимовать в небольшой деревне эль-Херри в 15 километрах от Херинфы, развив там лагерь на 100 «палаток». Французы обещали провести с ним мирные переговоры, и Лиоте дважды отказывал Лавердюру при его запросах об атаке на зайнцев и приказывал ему оставаться на французском берегу реки Умм-эр-Рбия. 13 ноября Лавердюр отказался подчиняться и двинулся к эль-Херри почти всеми своими силами: около 43 офицеров и 1187 солдат при поддержке артиллерии и пулемётов. Это было более чем в два раза меньше чем в сентябре, когда ему в последний раз запретили атаку.
Войска Лавердюра на рассвете атаковали практически пустой лагерь, застав врага врасплох. Французская кавалерия при небольшой поддержке пехоты успешно его зачистила. Взяв с собой двух жён Хамму и разграбив палатки, французы направились обратно в Херинфу. Однако группировка амарцигов и ряда других местных племён в общем количестве около 5000 человек начала приближаться к французской колонне и нападать на её фланги и тыл. Французская артиллерия оказалась неэффективна против рассредоточенных отрядов лёгких застрельщиков, а при переходе реки Чбоука арьергард и артиллерийские батареи оказались отрезаны от основных сил и захвачены амарцигами. Лавердюр отделил небольшую колонну своих сил, чтобы доставить раненых в Хенифру, а сам остался позади с основными силами. Они были окружены и уничтожены массовым нападением нескольких тысяч берберов.
Колонна с ранеными благополучно достигла Хенифры к полудню, едва опередив преследователей, остановившихся для разграбления французских мертвецов. В отряде осталось 431 целый и 176 раненых бойцов. Остальные остались лежать на поле боя. В ходе боя французы потеряли 623 человека убитыми, потери амарцигов же составили 182 человека. Из имущества европейцы потеряли 4 пулемёта, 630 единиц стрелкового оружия, 62 лошади, 56 мулов, всю артиллерию и походное снаряжение.

### После эль-Херри
Поражение при эль-Херри, самое кровавое за всю историю французского военного присутствия в Марокко, оставила Хенифру практически беззащитной. У старшего офицера гарнизона, капитана Пьера Кролла осталось лишь три роты для защиты города. Ему удалось сообщить Лиоте и Анри о ситуации по телеграфу до того, как город был взят в осаду. Анри решил начать незамедлительные действия против амарцигов, чтобы предотвратить полное поражение остатка группы Лавердюра, которое поставило бы под угрозу все французские владения в Марокко. Для этого он отправил Дюплесси и его группу в сторону Хенифры, а также сформировал ещё одну под командованием подполковника Джозефа Дэригуэна. Дюплесси пробился к городу и освободил его 16 ноября, после чего к нему присоединился Анри. 6 батальон второго полка французского иностранного легиона также достиг города, отбив атаки амарцигов во время их марша из Эмриты. После Анри прибыл в эль-Херри с целью демонстрации силы, а также для похорон своих погибших. Тела некоторых были взяты ранее Хамму в качестве трофеев с целью заручиться поддержкой других племён.

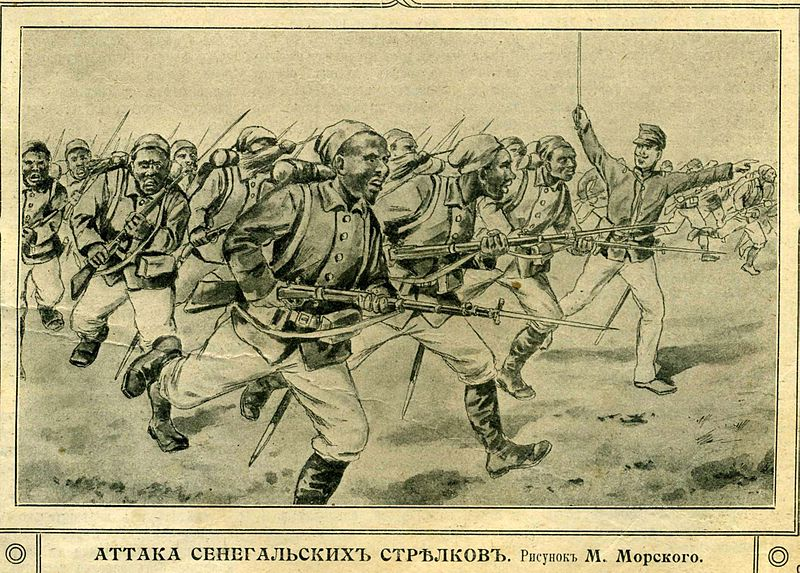
Сенегальские тиральеры участвуют в штыковой атаке на рисунке из журнала «Родина» Российской империи, создан в 1914 году

Победа амарцигов при эль-Херри в сочетании с медленным продвижением французских войск на Западном фронте и вступлением исламской Османской империи в войну на стороне Центрального блока привели к увеличению числа рекрутов среди берберов, а также к усилению сотрудничества между Хамму, Ахмаушем и аль-Виррави. Чтобы противостоять усилившемуся противнику, Анри начал реорганизацию своих войск, сформировав три военных округа с центром в Фесе, Мекнессе и Тадла-Заане. Он также стремился поддерживать давление на Хамму посредством экономической блокады и закрытия французских рынков для непокорных племён. В качестве наказания генерал-резидент в качестве наказания также обложил военным налогом в виде денег, лошадей и оружия на новоподчинённые племена, полагая, что они продолжат подчиняться лишь если будут запуганы и будут платить за это. Предложение приняли немногие из племён приняли такие условия, и усилившиеся амарциги продолжили пересекать Умм-эр-Рбию и нападать на караваны и патрули французов.
Французы вернулись к наступательным действиям в марте 1915 года. Группа Дэригуэна двинулась вдоль французского берега Умм-эр-Рбии к северу от Хенерифы, а группа Дюплесси — к западу от города. Первый столкнулся лишь с незначительными силами противника и отогнал их, в то время как вторая группа вступила в бой с более крупными отрядами амарцигов: его колонна оказалась окружена крупным отрядом кавалерии берберов, однако отбилась от них «нанеся серьёзные потери врагу». Потери французов при этом составили одного убитого и восемь раненых солдат. Дюплесси вновь пересёк реку в мае для того, чтобы захватить урожай, и был атакован отрядом в четыре — пять тысяч амарцигов в Сиди-Слимане. Он успешно отбился от атаки при помощи артиллерийского огня и также успешно контратаковал. Потери амарцигов составили 300 человек убитыми и 400 ранеными, потери французов же были минимальны. Эта победа восстановила «имидж французов», вновь доказавших своё превосходство и привела к увеличению количества подчинённых племён, а также к отходу войск Саида аль-Виррави в горы и шести месяцам относительного мира. В знак признания своих заслуг Дюплесси был произведён в генерал-майоры.
Этот относительный мир был нарушен 11 ноября 1915 года нападением на конвой с припасами, направлявшийся в Хенифру, с участием 1200—1500 амарцигов и союзных им племён. Марокканцы теснились в пределах 50 метров от французов, и командующий обороной конвоя Дюплесси был вынужден прибегнуть к штыковой атаке, чтобы иметь возможность оттеснить их. Французы потеряли лишь три человека убитыми и 22 ранеными, однако Анри был обеспокоен влиянием, которое Хамму продолжал оказывать на берберские племена. В отместку он переправил обе мобильные группы через Умм-эр-Рбию и обстрелял лагерь амарцигов. Берберам был нанесён значительные ущерб, однако их воля к сражению не уменьшилась. Они повторно пересекли реку в январе следующего года, разбив лагерь на французском берегу и совершая набеги на поселения покорённых европейцами племён. Чувствуя угрозу, Анри отвёл мобильные группы в район Хенифры. Обе они на своём пути подверглись нападению противника. Наиболее крупная атака была отражена близ Эмриты. Потери амарцигов составили около 200 человек, в то время как французы потеряли одного офицера и 24 солдата убитыми и 56 ранеными.
Лиоте успешно удерживал захваченную перед началом Первой мировой войны территорию, но считал, что не может продвигаться дальше без риска быть втянутым в «чрезвычайно болезненный» конфликт в горах. Он столкнулся с тем, что его основные войска были выведены для службы на Западном фронте, в результате чего генерал-резидент остался с теми, кого описал как «дегенераты и изгои» (англ. degenerates and outcasts). Потери же лишь частично компенсировались за счёт увеличения иррегулярных частей до 21 goums. Анри, воспользовавшись предложением верховного командования, перебрался во Францию, и был заменён подполковником Джозефом Франсуа Поеймирау, верным последователем Лиоте, который был заместителем Анри в Мекнесе. Позже к Лиоте поступило предложение занять место министра обороны страны в кабинете Астрида Бриана, которое он принял 12 декабря 1916 года. По просьбе Лиоте его заменил генерал Анри Жозеф Гуро, с которым они когда-то вместе сражались в Марокко и который недавно вернулся с Дарданелл, где потерял правую руку. Однако вскоре Лиоте разочаровался во французской тактике в Европе и в новой должности из-за разобщённости действий союзников и символичности своего положения. Он был незнаком с политической оппозицией, которая была бы в состоянии всё изменить, и ушёл в отставку 14 марта 1917 года, после того как был освистан в палате депутатов. Правительство не смогло этого пережить: в результате 17 марта в отставку подал сам Бриан, которого заменил Александр Рибо.
В конце мая того же года Лиоте занял своё прежнее положение генерал-резидента французского Марокко. Он сосредоточил свои силы в долине реки Мулуя, убеждённый, что подчинение местных племён приведёт к краху сопротивления амарцигов. В рамках подготовки к новому наступлению Поеймирау установил французский пост в Эль-Бекрите на территории, подконтрольной конфедерации, и подчинил французам три местных племени. Этот пост затем использовался для защиты флангов французской армии во время продвижения колонны на юго-восток, в долину, где он намеревался встретиться с колонной полковника Пола Дори к северо-востоку от Будниба. Войска встретились 6 июня в Ассака-Ниджи. Этот момент ознаменовал собой создание первого полностью контролируемого французами маршрута через Атласские горы, что принесло Поеймирау звание бригадного генерала. Вскоре в Казбах-аль-Махзене был построен оборонительный лагерь, и Дори начал строительство дороги, по которой, как он обещал, к 1918 году можно будет проехать на автомобильном транспорте.
К концу 1917 года моторизованные грузовики могли проезжать большую часть дороги, что позволяло французам быстро перебрасывать войска в проблемные районы и снабжать свои гарнизоны в восточном Марокко из западной части протектората, а не возить припасы по длинным маршрутам из Алжира. Была построена второстепенная дорога ведущая на юг от первой вдоль реки Зиз, что позволило Дори добраться до провинции Эр-Рич в Верхнем Атласе, в то время как основные укреплённые посты были установлены в Мидельте и Миссуре. Амарциги отказались участвовать в атаке на заставы, которые французы построили вдоль этих дорог, хотя другие племена начали атаки летом, после слухов о поражении французов на западном фронте. После одного такого нападения в середине июля группе Поеймирау потребовалось три дня, чтобы восстановить контроль над дорогой.
Вопреки приказу Лиоте, Дори расширил театр военных действий, основав в декабре 1917 года новую французскую миссию в Тигмере, в регионе Тафилалет. Он предполагал, что в регионе присутствуют немецкие силы. Земля здесь была в основном пустынна и бесполезна для французов, в связи с чем Лиоте хотел, что его подчинённые сосредоточили силы в более ценной долине Мулуи. Местные племена также были недовольны присутствием французов и оказывали сопротивление, убив переводчика миссии в июле 1918 года. Дори, собираясь отомстить за этот акт, собрал разбил до 1500 берберов во главе с Мухаммадом Саидом Нелфротантом меньшими силами но при поддержке артиллерии авиации. Когда войска Дори вошли в густой финиковый оазис, напоминавший джунгли, одна из подгрупп отстала от основных сил и была атакована. Французам мешали продвигаться также плохие линии снабжения и истощение. Потери группировки составили 238 убитыми и 68 ранеными — худший результат в битве после Эль-Хирри — а также значительную часть оборудования и транспорта. Лиоте не поверил заявлением Дори о том, что он почти уничтожил силы противника, отругав его за опрометчивые действия периферийной зоне и перевёл в подчинение Пойемирау. Таким образом, в первой половине лета 1918 года, когда война в Европе подходила к концу, в Марокко французы оставались в затруднительном положении. Несмотря на смерть Али Ахмауша от естественных причин, значительная часть берберов под командованием Хамму и аль-Виррави продолжали сопротивление.

### Роль Центральных держав в конфликте в Марокко
Центральные державы пытались спровоцировать беспорядки на территориях Антанты в Африке и на Ближнем Востоке в ходе Первой мировой войны для отвлечения внимания и ресурсов от основного, Западного фронта. Согласно немецкой разведке, Северо-западная Африка представляла собой «ахиллесову пяту» французских колоний, из-за чего поощрение сопротивления в этих землях стало важной целью. Их участие в войне началось уже в 1914 году, когда немцы пытались найти подходящего лидера, который мог бы объединить племена против французов. Их первоначальный выбор, бывший султан Абд аль-Хафиз, отказался от сотрудничества и двинулся на юг французских территорий самостоятельно, пытаясь прекратить их продвижение. Тогда немцы вступили в переговоры с его преемником Абд аль-Хибом. Первоначально султан сотрудничал с ними, отказавшись от своей прежней, профранцузской позиции осенью 1914 года и переехав в Барселону чтобы встретиться с основными лицами Германии, Османской империи и марокканского сопротивления. Однако в то же время он продавал информацию французам. Эта «смешанная лояльность» обнаружилась когда султан отказался сесть на немецкую подводную лодку, направлявшуюся в Марокко, и Центральные державы решили, что он им более не пригодится. Затем Абд аль-Хафиз пытался вымогать деньги у французских спецслужб, которые в ответ прекратили выплату пособия и интернировали его в Эскориал. Позже Германия стала выплачивать ему деньги в благодарность за молчание по поводу их совместных дел.
Неспособность найти подходящего лидера заставила немцев сузить свои планы с развязывания полномасштабного восстания до поддержки существующего движения сопротивления. Их поддержка включала в себя поставки племенам собственных военных советников и дезертиров из иностранного легиона, а также деньги, оружие и боеприпасы. Денежная помощь, как в песетах, так и во франках, была ввезена в Марокко из посольства Германской империи в Мадриде. Деньги переводились по телеграфу или на лодке в Тетуан или Мелилью, а затем контрабандой доставлялись сопротивлявшимся племенам, которые получали до 600 000 пасет в месяц. Оружие доставлялось по давно установленным маршрутам из испанского Лараша и закупались напрямую у французских контрабандистов или коррумпированных солдат испанской армии. Немцам трудно было доставить ресурсы амарцигами в Средний Атлас из-за больших расстояний, поэтому большая часть поддержки доставлялась силам аль-Виррави. Попытки Германии распределить поставленные ресурсы внутри страны потерпели неудачу, многие племена были снабжены гораздо лучше других. В Среднем Атласе не хватало качественных боеприпасов, многие солдаты были вынуждены полагаться на порох и патроны местного производства.
Османская империя в Марокко сотрудничала с немецкой разведкой в написании и распространении пропаганды на арабском, французском языках и берберском диалекте Среднего Атласа. Они поддерживали племена ещё с 1909 года, осуществляя их военную подготовку. Большая часть усилий их разведки координировалась арабскими агентами, которые действовали из посольства в Мадриде. Как минимум два члена османского дипломатического персонала активно участвовали в марокканских войнах. Однако османам в Марокко препятствовали внутренние разногласия среди персонала посольства и с немецкими союзниками, а также вспышка арабского восстания в 1916 году, которой сочувствовали некоторые сотрудники посольства. Эти проблемы вынудили многих из османского дипломатического корпуса в Испании уехать в Америку в сентябре того же года, положив конец многим важным операциям империи в северо-западной Африке.
Силы французской разведки и контрразведки уверенно противостояли влиянию Центральных держав и смогли заручиться поддержкой большей части марокканского народа. Ими был проведён ряд коммерческих выставок, таких как, например, ярмарка в Касабланке в 1915 году с целью продемонстрировать богатство Франции и преимущество сотрудничества с ней. В дополнение к своей сильной пропагандистской компании и увеличению числа взяток для вождей племён, французы открыли рынки на своих постах, а также оплачивали проводимые марокканцами общественные работы. Они также поощряли исламских учёных с целью получения от них фетвы на провозглашение независимости Марокканского султана от Османской империи.
Агенты французской и британской разведок сотрудничали во французском и испанском Марокко и Гибралтаре, отслеживая немецких и османских агентов, проникая в группы советников, посланных к племенам, и пытались остановить поток оружия. Уже через несколько дней после начала четверо германских граждан в Марокко были схвачены и казнены. Французы взломали коды, используемые посольством Германии, и смогли прочесть почти все сообщения, отправленные оттуда в Генштаб в Берлине. Взятки, выплачиваемые сотрудникам османской миссии в Испании, также позволяли получать данные о планах Центральных держав в отношении Марокко.
Хотя усилия центральных держав и вызвали возрождение сопротивления французскому правлению, они были в значительной степени неэффективными, так как не соответствовали целям широко распространённого джихада, который планировалось организовать изначально. Случаев массовых гражданских беспорядков было немного, от Франции не требовалось перебрасывать дополнительные силы в Марокко, и экспорт сырья для военных нужд страны продолжался. Хотя французам, несмотря на значительные усилия, так и не удалось остановить поток оружия, они смогли ограничить поставки пулемётов и артиллерии. Из-за этого племена не могли противостоять европейским завоевателям в прямой конфронтации и вынуждены были продолжать полагаться на засады, набеги и прочие партизанские методы ведения войны. Это контрастировало с их дальнейшим опытом борьбы с Испанией во время Рифской войны, когда племена берберов, получившие доступ к подобному вооружению могли наносить противнику поражения в прямых столкновениях, например в битве при Анвале.

## После Первой мировой войны. Крах Конфедерации

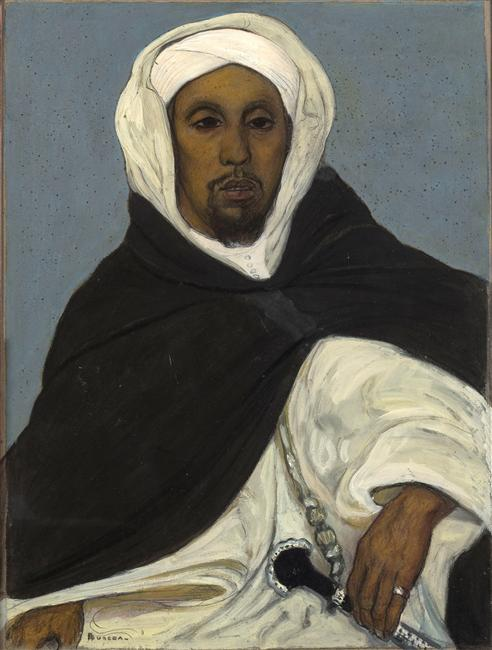
Изображение паши Марракеша Тами эль-Глауи

Тяжёлые французские потери в битве при Гаузе стимулировали рост активности берберских племён на Юго-Востоке Марокко, угрожая французскому присутствию в Буднибе. Поеймирау был вынужден отвести гарнизоны с отдалённых постов в Тафилалете, в том числе из Тигмера для спасения своих сил и снижения риска дальнейших бедствий. Лиоте санкционировал только серию ограниченных атак, целью которых был снос деревень и садов для демонстрации французского военного превосходства. Французы изо всех сил старались перебросить войска через горные перевалы из долины Мулуя. Однако это не удавалось из-за сильных снегопадов, и Лиоте был вынужден просить подкрепление из Алжира. Однако к октябрю 1918 года ситуация стабилизировалась до такой степени, что Поеймирау смог отвести войска в Мекнес, и лишь крупномасштабное восстание в январе следующего года заставило его вернуться. Французский военачальник победил Нелфротанта в битве при Мески 15 января, однако из-за случайного взрыва артиллерийского снаряда был ранен в грудь и был вынужден передать командование полковнику Антуану Юре. Следом Лиоте получил помощь от Тами эль-Глауи, вождя племени, которого генерал-резидент сделал пашой Марракеша после восстания 1912 года. Он был обязан своим растущим богатством (в 1856 году, к моменту смерти, эль-Глауи был одним из самых богатых людей в мире) коррупции и мошенничеству, которые французы терпели в благодарность за его поддержку. Благодаря этому, преданный Лиоте и его делу, эль-Глауи повёл крупнейшую из армий берберских племён численностью около 10 000 человек через Атласские горы, чтобы победить антифранцузских соплеменников в ущелье Дадес и усилить гарнизон Буднибе 29 января. Благодаря этому восстание закончилось уже 29 января 1919 года.

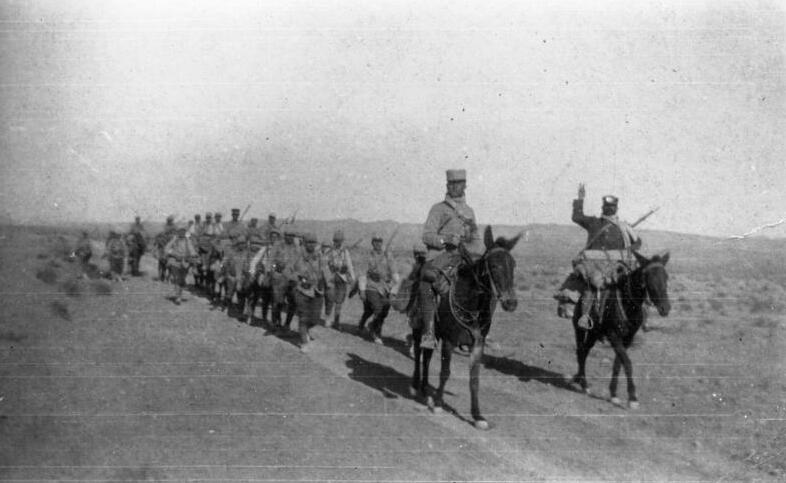
Французский иностранный легион марширует в Марокко. !920 год

Конфликт в Тафилалете отвлёк французов от основных военных целей, истощая подкрепления в обмен на небольшую экономическую выгоду. В армии проводились параллели с недавней Верденской битвой. амарциги были действительно воодушевлены французскими потерями в этом районе и возобновили свои атаки на сторожевые посты вдоль трансатласской дороги. Французы же продолжали надеяться на урегулирование конфликта путём мирных переговоров и вели их с близкими родственниками Хамму с 1917 года. Это сработало: племянник главы конфедерации Оу эль-Аиди согласился подчиниться французам в обмен на оружие и деньги, однако ему европейцы отказали — они подозревали, что он и так хотел сразиться со своим двоюродным братом и сыном Хамму, Хасаном. Не добившись какого-либо ощутимого прогресса в переговорах, Поеймирау в 1920 году двинул свои войска против племён к северу и югу от Хенифры, на участке фронта, который оставался неизменным шесть лет, с начала Первой мировой войны. Войска были переброшены из Тадлы и Мекнеса для установки блокпостов и мобильных резервов вдоль Умм-эр-Рбии, чтобы не допустить перехода амарциги на пастбища. Французы выступили решительно и, в конце концов, установили три блокгауза, заставив подчиниться три местных племени. Успехи французов заставили Хасана и двух его братьев подчиниться 2 июня этого же года, а также вернуть часть снаряжения, захваченного в эль-Херри. Вскоре Хасан был назначен пашой Хенифры, и его 3000 «палаток» были взяты под французскую защиту в расширенной зоне оккупации вокруг Умм-эр-Рбии.

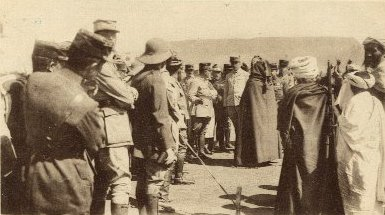
Сын Хамму, Хасан сдаётся французским войскам

После того, как два сына Хамму были вынуждены перейти на сторону Франции, у него осталось лишь 2500 «палаток». Весной 1921 года Хамму был убит в перестрелке с другими племенами, которые воспротивились идее сопротивления. Французы воспользовались этой возможностью и начали штурм последнего бастиона амарцигского сопротивления, расположенного недалеко от эль-Бекрита. В сентябре 1921 года была предпринята атака сразу в трёх направлениях: генерал Жан Тевени направился на запад от эль-Бекрита, полковник Анри Фрейденберг двинулся на восток от Така-Ичан. Третья группа выступала как вспомогательная и состояла из покорённых племён во главе с Хасаном и братьями. Тевени столкнулся с сопротивлением амарцигов в своём районе, а Фрейденберг продвигался без каких-либо проблем. Через несколько дней после начала наступления все попытки амарцигов остановить французов были подавлены. После семи лет сопротивления, они были окончательно разбиты, и война окончилась. Несмотря на это Лиоте продолжал наступление, обещая захватить все «полезные» для Франции земли к 1923 году. Он был удостоен звания маршала Франции в 1921 году в знак признания своей работы в Марокко.

## Партизанская война и последствия

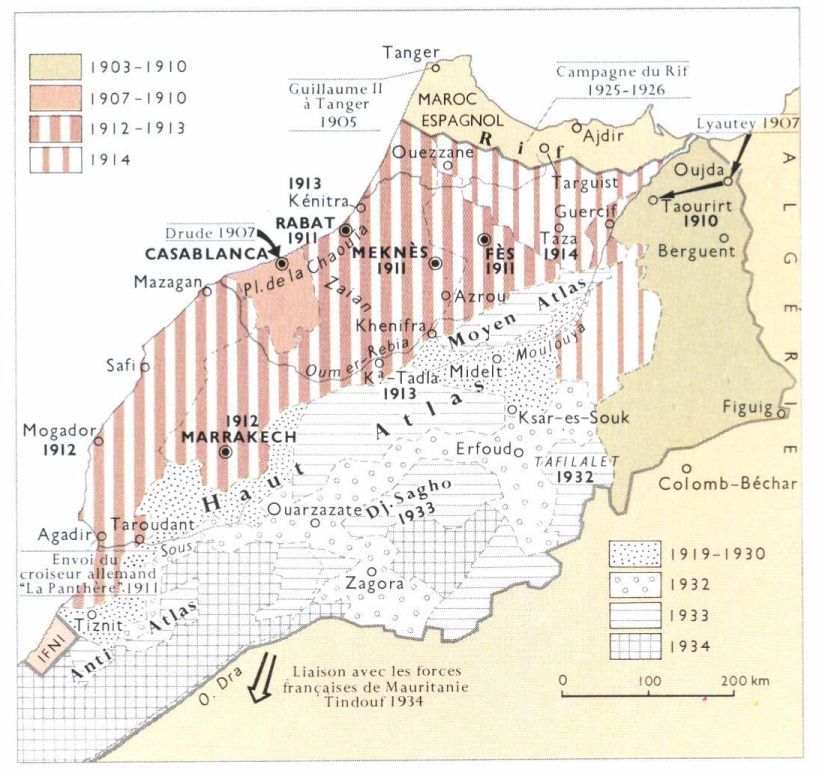
Карта с изображением поэтапного «умиротворения Марокко» до 1934 года

Весной 1922 года Поеймирау и Фрейденберт начали атаку в верховьях Мулуи в западной части Среднего Атласа и смогли победить аль-Виррави, последнего живого члена «берберского триумвирата» в эль-Ксибе в апреле 1922 года. Он был вынужден бежать с большей частью племени в самые высокие горы Среднего Атласа, в земли племени ичкерн, а затем в Высокий Атлас. Лиоте следом подчинил ещё несколько племён, построил несколько новых постов и улучшил линии снабжения; к июню этого же года он взял под контроль всю долину Мулуя и усмирил большую часть Среднего Атласа. Количество его войск было ограничено быстрой послевоенной мобилизацией, а также переводом части сил в Германию для оккупации Рейнской демилитаризованной зоны. В связи с этим Лиоте решил не маршировать по заснеженным и труднопроходимой местности Верхнего Атласа и подождать, пока племена сами устанут от партизанской войны и подчинятся. Аль-Виррави так этого и не сделал и погиб в бою против мобильной группы в марте 1924 года. Его последователи продолжали доставлять проблемы французам на протяжении всего последующего десятилетия. «Умиротворение» оставшихся племенных территорий было завершено к 1934 году, хотя мелкие банды продолжали нападать на французов последующие два года. Однако оппозиция французскому правлению никуда не делась. План реформ и возврата к «косвенному управлению» был опубликован националистической группировкой Marocaine уже в 1934 году. В 1934, 1937, 1944 и 1951 годах произошли значительные беспорядки и демонстрации против колонизаторов. Франция, которая не смогла подавить национализм даже свергнув популярного короля Мухаммеда V и уже ведущая кровавую войну за независимость в Алжире, признала независимость Марокко в 1956 году.

### Комментарии
1. ↑  «Палатка» — традиционная единица измерения численности берберских племён, насчитывает около 5 человек[10].
2. ↑  Французы не ожидали, что солдатам иностранного легиона придётся когда-нибудь сражаться против своих соотечественников, поэтому немцы и австрийцы, составлявшие 12% от общей численности подразделения, в годы Первой мировой войны находились подальше от Западного фронта. Большинство из них воевало в Северной Африке[33].